# Garde maritime ukrainienne
La Garde maritime ukrainienne ( ukrainien :  Морська охорона, Mors'ka okhorona ; nom complet Морська охорона Державної прикордонної служби України qui se traduit en Garde maritime du Service national des gardes-frontières de l'Ukraine) est le corps de garde-côtes de l'Ukraine dépendant du Service national des gardes-frontières d'Ukraine.
La Garde maritime ukrainienne est le successeur local des unités navales des troupes frontalières soviétiques, qui ont également été chargées des tâches de garde côtière. Cependant, il y a eu quelques échanges d'unités, de navires et de personnel entre la Garde côtière et la marine ukrainienne. Son personnel porte soit l'uniforme noir similaire à la marine ukrainienne, mais décoré de quelques éléments verts (traditionnels pour les garde-frontières), soit un uniforme commun des garde-frontières. Les navires de la Garde maritime portent l'inscription Морська охорона sur leurs coques.

## Organisation
La Garde maritime gère :
- Quatre détachements : à Balaklava, Odessa, Izmail et Kertch,
- Une division de la garde maritime à Marioupol,
- Une division spéciale de garde maritime à Yalta,
- Une division fluviale du Dniepr à Kiev.

L'administration de la garde maritime est répartie entre l'administration régionale de la mer d'Azov et de la mer Noire à Simferopol et l'administration régionale du sud à Odessa.

### Escouades de sécurité maritime
- Escouade de sécurité maritime de Kertch (du cap de Mehanom à travers le détroit de Kertch et la mer d'Azov jusqu'à la frontière administrative entre les régions de Zaporijjia et de Donetsk)
- Escouade de sécurité maritime de Yalta (affectation spéciale)
- Escouade de sécurité maritime de Sébastopol (base principale de Balaklava)
- Escouade de sécurité maritime d'Odessa (administration régionale du Sud)

## Flotte
Navires principaux ; liste incomplete.
| Classe                                 | Photo                           | Type                            | Navires | Origine                               | Mise en service                 | Remarque                          |
| Navire de guerre (1 en service)        | Navire de guerre (1 en service) | Navire de guerre (1 en service) | Navire de guerre (1 en service) | Navire de guerre (1 en service)       | Navire de guerre (1 en service) | Navire de guerre (1 en service)   |
| -------------------------------------- | ------------------------------- | ------------------------------- | --- | ------------------------------------- | ------------------------------- | --------------------------------- |
| Classe Pauk                            |                                 | Corvette anti-sous-marin        | Grigoriy Kuropyatnikov (BG-50) | Union soviétique à Iaroslavl          | 1984                            |                                   |
| Navire d'attaque rapide (8 en service) |                                 |                                 | |                                       |                                 |                                   |
| Classe Stenka                          |                                 | Patrouilleur                    | BG-32 Donbas BG-57 Mykolaiv BG-63 Pavlo Derzhavin BG-62 Podillya                                                                              | Union soviétique Chantier naval Almaz | 1982 1988 1987 1983             |                                   |
| Classe Shmel                           |                                 | canonnière fluviale             | BG-81 Lubny BG-82 Kaniv BG-83 Nizhyn BG-84 Izmayil                                                                                            | Union soviétique                      | 1972 1971 1968 1969             |                                   |
| Vedette rapide                         |                                 |                                 | |                                       |                                 |                                   |
| Classe Zhuk 1400M (Grif)               |                                 | Canonnière de patrouille        | BG-100 508 BG-101 525 BG-102 Obolon BG-103 511 BG-104 512 BG-108 517 BG-109 Nemyriv BG-110 Liubomyr BG-111 Odesa BG-115 523 BG-117 Vatutinets | Union soviétique/ Ukraine             | ? 1992 ? 1992 ? 1993            |                                   |
| Classe Zhuk 1400A (Gurzuf)             |                                 | Canonnière de patrouille        | BG-54 Kryvyi Rih | Union soviétique Batoumi              | 1989                            | Peut-être perdu contre la Russie  |
| Classe Orlan                           |                                 | Canonnière de patrouille        | BG-200 Balaklava | Ukraine                               | 2012                            | Devrait remplacer la classe Zhuk. |
| UMS 1000                               |                                 | Patrouilleur                    | 7 | Ukraine Kiev                          | 2015                            |                                   |
| Kalkan                                 |                                 | Patrouilleur                    | BG-305 BG-504 | Ukraine                               | ? 1997                          |                                   |
| Kalkan-P                               |                                 | Patrouilleur                    | BG-10 | Ukraine Mykolaiv                      | 2006                            |                                   |
| Katran                                 |                                 | Patrouilleur                    | BG-820 | Union soviétique                      | 1994                            | Peut-être perdu contre la Russie  |
| Navire auxiliaire (3 in service)       |                                 |                                 | |                                       |                                 |                                   |
| Chaika                                 |                                 | Navire-école                    | BG-01 Krym | Union soviétique Chantier naval Almaz | 1978                            | Converti en patrouilleur          |
| Baba Hasan                             |                                 |                                 | BG-59 Onyx | Turquie                               |                                 |                                   |
| Celik                                  |                                 |                                 | BG-58 Ametyst | Turquie                               |                                 |                                   |
| Titan                                  |                                 | Remorqueur de mer               | BG-60 Titan | Union soviétique                      | 1974                            |                                   |

## Historique

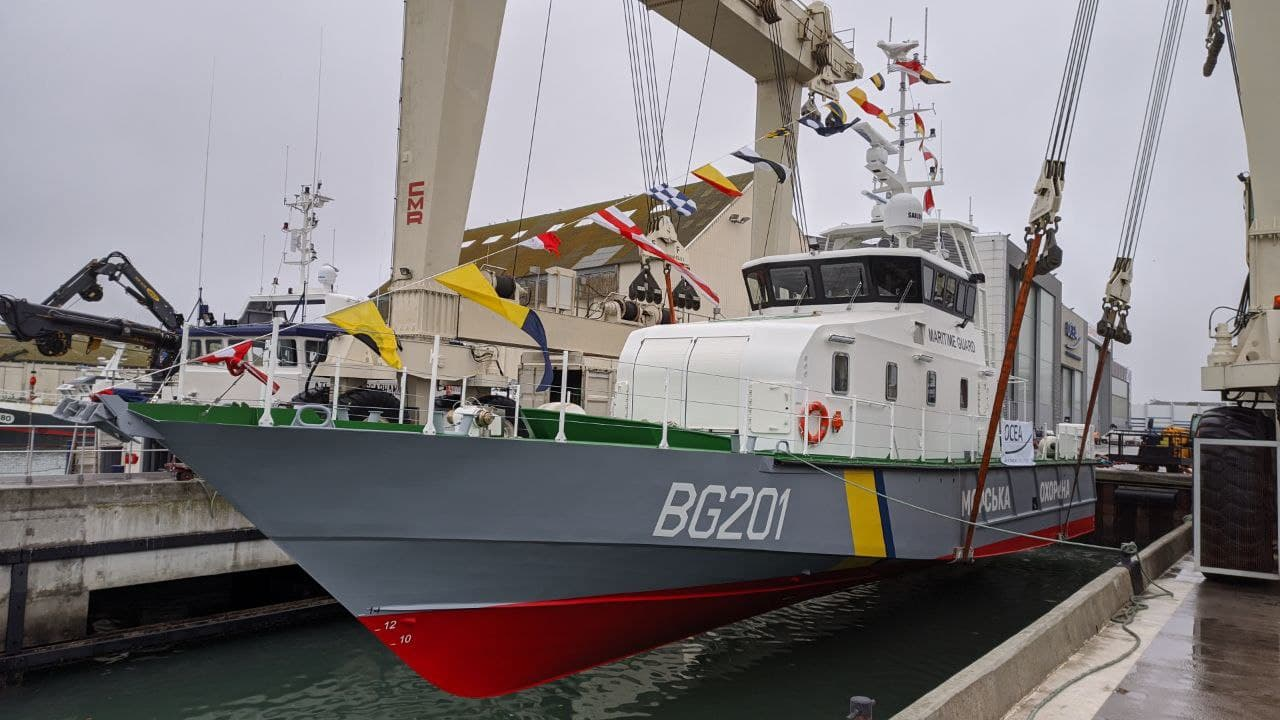
OCEA FPB 98 MKI

De 2012 à 2014, il était prévu de construire 39 petits navires de garde de différentes classes, dont 6 de classe Korall et 8 de classe Orlan. À partir de 2015, il est prévu de construire un navire de garde polyvalent, avec un déplacement d'environ 1.000 tonnes, qui pourra transporter un hélicoptère.
Une commande de 20 Fast Patrol Boat de type Ocea FPB 98 a été effectuée auprès de la société de construction navale française Ocea. Ce modèle est un patrouilleur rapide à coque aluminium de 32 m de long avec une vitesse de 35 nœuds.
L'unité est engagée lors de l'invasion de l'Ukraine par la Russie en 2022.